# Rukhshana
Rukhshana (dari, pashto:  رخشانه), född cirka 1940, död 20 december 2020 i Semi Valley i Kalifornien, var en afghansk sångerska. Rukhshana var tillsammans med sångerskan Zheela mest berömd under 1960 och 1970-talet i Afghanistan. Hon flyttade till Los Angeles i Kalifornien och har inte varit aktiv inom musiken eller deltagit i konserter sedan sin flytt till USA.

## Biografi
Rukhshana (eg. Hamida حمیده) föddes i Khost i östra Afghanistan och var dotter till den högt uppsatte officern Aseel Khan Waziri. Rukhshana var mest populär under 1960 och 1970-talet och uppmärksammades mycket, framförallt i huvudstaden Kabul, i affischer och tidskrifter. Hon var flerspråkig och sjöng låtar på både sitt modersmål pashto men även på dari. Ända sedan Rukhshana emigrerade till USA har hon inte varit aktiv inom musikaliska verksamheter och deltar inte i intervjuer.